# کلاوسانا
کلاوسانا (به ایتالیایی: Clavesana) یک کومونه در ایتالیا است که در استان کونیو واقع شده‌است.

## خصوصیات
کلاوسانا ۱۷٫۱۵ کیلومترمربع مساحت و ۸۴۵ نفر جمعیت دارد و ۳۰۰ متر بالاتر از سطح دریا واقع شده‌است.

## خواهرخوانده
شهر Rogno خواهرخواندهٔ کلاوسانا هست.